# La Trinité (Raphaël et Le Pérugin)
Pour les articles homonymes, voir La Trinité.
La Trinité est une peinture religieuse, une fresque de Raphaël qui réalisa la partie haute vers 1505, et du  Pérugin qui réalisa la partie basse vers 1520, conservée dans la chapelle San Severo à Pérouse.

## Histoire
La Trinité est située dans la chapelle San Severo de l'église San Severo.
La chapelle est décorée par une fresque réalisée sur la partie supérieure par Raphaël alors qu'il était à Pérouse comme assistant de son maître Le Pérugin dans les premières années du XVe siècle sur commande de l'évêque Troilo Baglioni.

« ... et à San Severo de la même ville [Pérouse], petit monastère de l'ordre comaldule, à la chapelle Notre-Dame, il [Raphaël] réalisa la fresque du Christ en gloire, un Dieu le père avec quelques anges et six saints assis, c'est-à-dire trois saints par côté : Saint Benoît, Romuald, Laurent, Jérôme, Maurice et Placide ; et en cette œuvre, laquelle en tant que fresque était considérée très belle, il écrivit son nom en grandes lettres bien apparentes... »

— Giorgio Vasari, Le Vite.
La fresque a été laissée inachevée à cause du départ précipité du jeune peintre pour Rome et a été complétée dans sa partie inférieure par Le Pérugin dans les années 1520.
Actuellement, la fresque est en mauvais état de conservation, en partie à cause de l'humidité, du manque de préservation mais surtout par les restaurations contestées par Giovanni Battista Cavalcaselle, Carattoli (1835) et Consoni (1871) qui ont endommagé de manière irrémédiable l'œuvre.
En bas à gauche de l'autel est inscrit le nom du mandataire et la date « RAPHAEL DE VRBINO D. OCTAVI/ANO STEPHANI VOLTERRANO PRIO/RE SANCTAM TRINITATEM ANGE/LOS ASTANTES SANCTOSQVE / PINXIT / A.D. MDV » ; à droite le rappel du complément de 1521.

## Thème
Le thème représenté est, selon l'iconographie chrétienne celui de la Trinité qui dans les principaux courants du christianisme, désigne Dieu, unique, en trois hypostases, Père, Fils et Saint-Esprit, égales et participant à une même essence (consubstantialité).
Il s'agit d'une Trinité verticale dite « Trône de grâce » où  Jésus en gloire (trônant ici dans les cieux) est surmonté de la colombe du Saint-Esprit, puis de Dieu le père au-dessus dans les cieux.
Benoît, est représenté accompagné de sa sœur sainte Scolastique et de deux de ses disciples, Maur et Placide ; Romuald est présent comme fondateur d'une branche des Bénédictins, les Camaldules.

## Description
À côté de la Trinité sont représentés les saints Benoît, Romuald, Laurent, Jérôme, Maur et Placide. La partie de la fresque de la tête du Père éternel est perdue ainsi que saint Jean et un ange. On aperçoit malgré tout un fragement du livre ouvert affichant l'Alpha et oméga.
Au centre de la paroi est située une Vierge à l'Enfant en terre cuite, œuvre d'un artiste anonyme de la fin du XVe  début XVIe siècle.
Après la mort de Raphaël, Le Pérugin, déjà très âgé, a réalisé de part et d'autre de la niche, six saints (1521), à gauche : sainte Scolastique, Jérôme, Jean apôtre ; à droite : Grégoire, Boniface et Marthe.

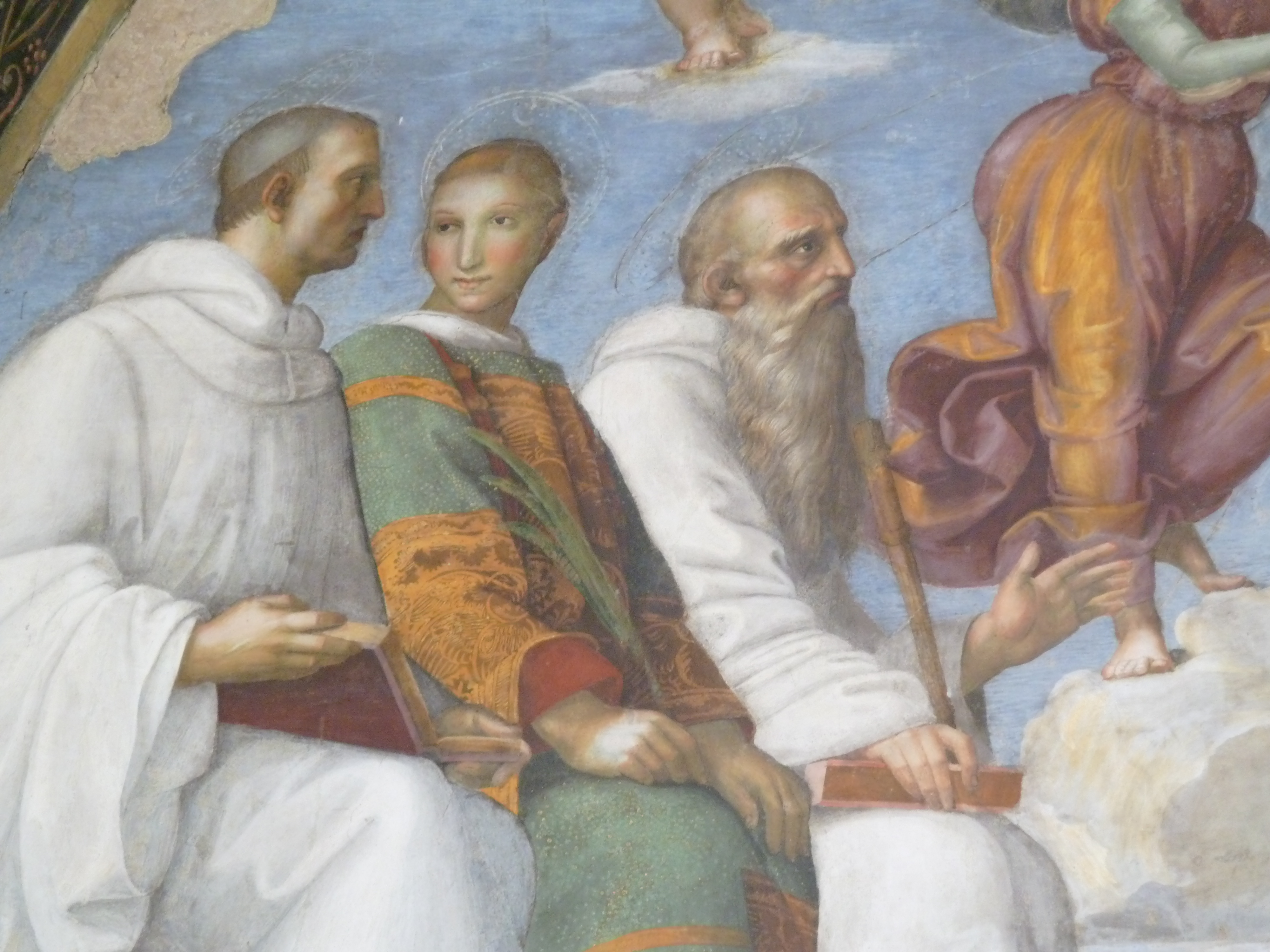
Benoît, Romuald, Laurent
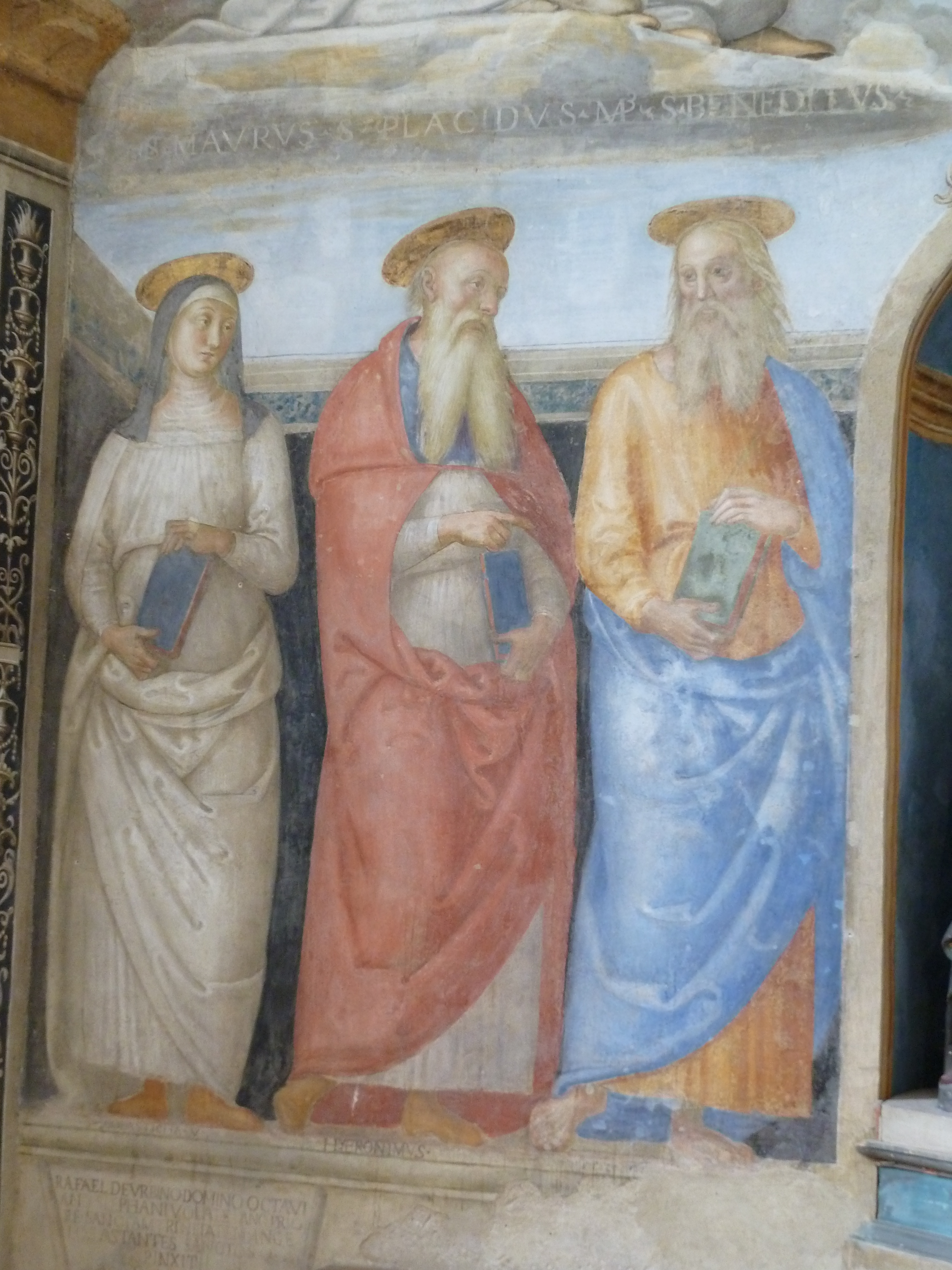
Scolastique, Jérôme, Jean apôtre
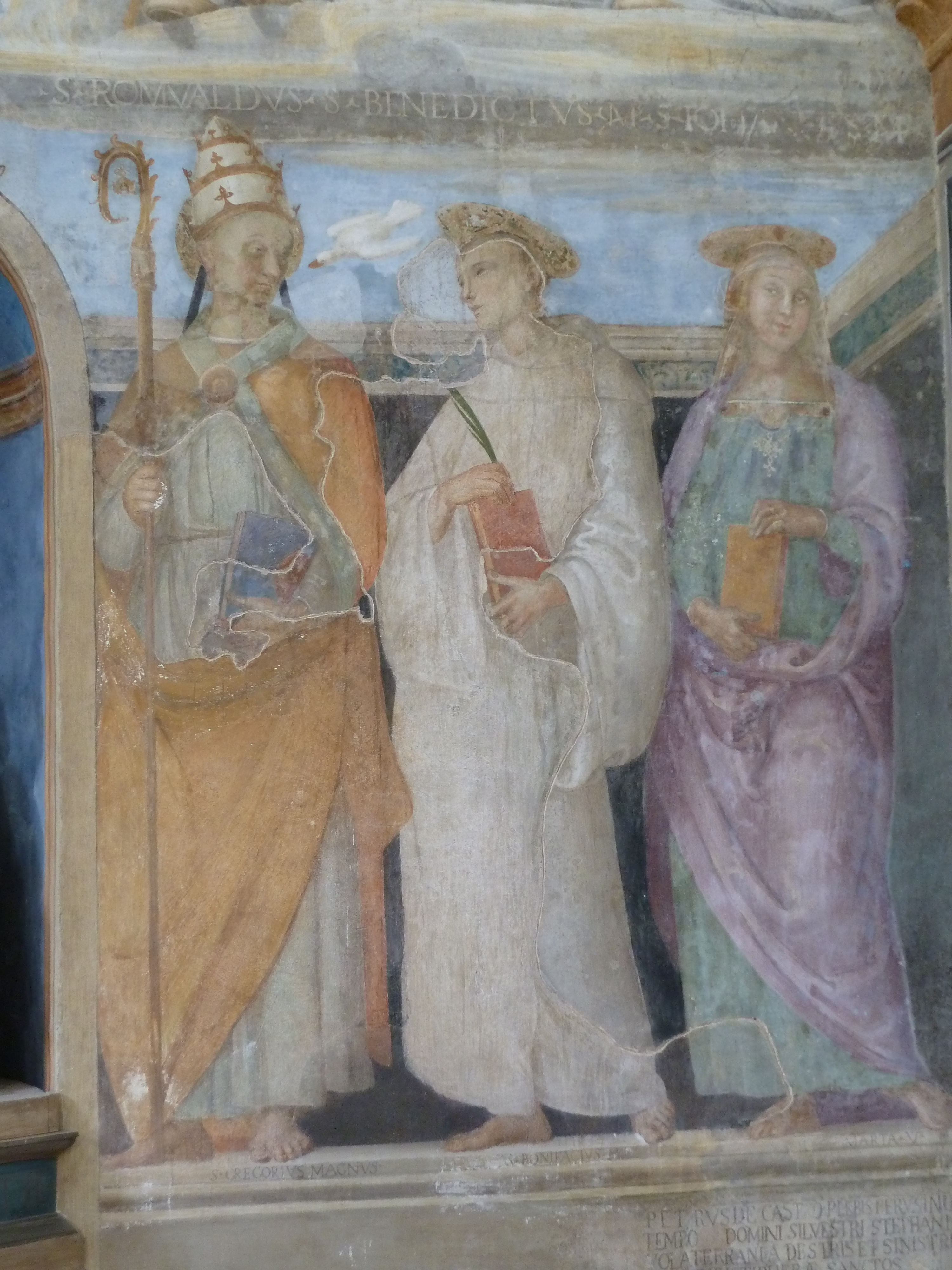
Grégoire, Boniface et Marthe.

## Sources
- (it) Cet article est partiellement ou en totalité issu de l’article de Wikipédia en italien intitulé « Cappella di San Severo » (voir la liste des auteurs).